# Barry County (Michigan)
Barry County je okres v jižní části státu Michigan v USA. K roku 2010 zde žilo 59 173 obyvatel. Správním městem okresu je Hastings. Celková rozloha okresu činí 1 494 km².

## Sousední okresy
| Růžice kompasu | Kent County      |                         | Ionia County   | Růžice kompasu |
| Růžice kompasu | Allegan County   | Sever                   | Eaton County   | Růžice kompasu |
| Růžice kompasu | Allegan County   | Barry County (Michigan) | Eaton County   | Růžice kompasu |
| Růžice kompasu | Allegan County   | Jih                     | Eaton County   | Růžice kompasu |
| Růžice kompasu | Kalamazoo County |                         | Calhoun County | Růžice kompasu |